# Galina Oustvolskaïa
Galina Ivanovna Oustvolskaïa (en russe : Галина Ивановна Уствольская) est une compositrice russe née à Petrograd (aujourd'hui Saint-Pétersbourg) le 17 juin 1919. Elle est décédée à Saint-Pétersbourg le 22 décembre 2006.

## Biographie
De 1937 à 1947, elle étudie à l'université rattachée au Conservatoire de Léningrad (renommé par la suite Conservatoire Rimski-Korsakov). Après avoir obtenu son diplôme, elle enseigne la composition dans cette même université (1947–1950). Son professeur d'écriture, Dmitri Chostakovitch, qui complimentait rarement ses élèves et ressentait une profonde sympathie pour son élève, a pu dire d'elle : « Je suis convaincu que la musique de Galina Ivanovna Oustvolskaïa atteindra une renommée mondiale et sera appréciée par tous ceux pour qui la vérité en musique est de première importance ».
À plusieurs occasions, Chostakovitch la soutient face à l'opposition de ses collègues de l'Union des compositeurs soviétiques. Il lui envoie parfois ses œuvres encore inachevées, attachant une grande importance à ses commentaires. Certaines de ces pièces contiennent même des citations de compositions de son élève ; par exemple, il emploie le second thème du finale de son Trio pour clarinette tout le long du Quatuor à cordes n° 5 et dans la Suite no 9 « Michel-Ange » (1974). La relation étroite, spirituelle et artistique, entre les deux compositeurs peut être comparée à celle qui réunissait Schoenberg et Webern.
Elle fut l'élève de Chostakovitch de 1939 à 1947 mais, après les années 1950, elle ne conserve qu'une faible influence de son style. Elle est au contraire très critique de sa musique et du compositeur lui-même, et exprime son exaspération quant à l'habitude qu'ont les critiques de la présenter comme étant son élève ou d'en chercher systématiquement les influences dans ses œuvres. 
En tant que moderniste, elle ne donne que peu d'exécutions publiques ; jusqu'en 1968, en dehors des pièces écrites pour des commandes officielles, aucune de ses œuvres n'est jouée. Jusqu'à la chute de l'URSS, seule sa Sonate pour violon de 1952 est jouée de manière relativement régulière, mais depuis lors sa musique est de plus en plus souvent programmée à l'ouest.

## Style
Galina Oustvolskaïa développe un style personnel très particulier dont elle dit : « Il n'y a absolument aucun lien  entre ma musique et celle d'une autre compositeur, vivant ou mort » et caractérisé notamment par : 
- l'utilisation de blocs de sons homophoniques répétés, qui la font surnommer « la femme au marteau » par le critique néerlandais Elmer Schönberger ;
- des combinaisons inhabituelles d'instruments comme huit contrebasses, piano et percussions dans sa Composition no 2 ;
- un usage considérable de dynamiques extrêmes comme dans sa Sonate pour piano no 6 ;
- l'emploi de groupes d'instruments susceptibles de créer des grappes sonores ;
- l'utilisation du piano ou des percussions pour battre des rythmes immuables (toutes ses œuvres connues font usage soit de l'un soit de l'autre, soit de ces deux instruments).

La musique de Galina Oustvolskaïa n'est pas avant-gardiste dans l'habituelle acception du terme et de ce fait n'est pas ouvertement censurée en URSS. Toutefois, elle est accusée d'« incommunicabilité », d'« étroitesse » et d'« obstination ». Ce n'est que récemment que ses critiques ont commencé à réaliser que ces supposées déficiences constituent en fait les qualités particulières de sa musique. Le compositeur Boris Tichtchenko a judicieusement comparé l'« étroitesse » de son style avec la « lumière concentrée d'un rayon laser capable de traverser le métal ».
Ses pièces des années 1940–1950 ont un son tellement actuel qu'on pourrait les croire écrites aujourd'hui. Son idéalisme si particulier est nourri par une détermination quasi fanatique, typique d'un trait de caractère non seulement russe, mais aussi — selon l'expression de Dostoïesvski — « pétersbourgeois ». On cite Oustvolskaïa ; elle ne cite personne. Chostakovitch lui écrit : « Ce n'est pas toi qui es influencée par moi, au contraire, c'est moi qui le suis par toi. »
Quels que soient leur durée ou le nombre de musiciens nécessaires, toutes ses œuvres revêtent intentionnellement une large envergure. Sa musique est empreinte de tension et de densité.
Toutes ses Symphonies ont une partie de voix solistes, sur des textes d'inspiration religieuse pour les quatre dernières, et ses Compositions ont toutes un sous-titre religieux. L'aspect spirituel des Compositions et des Symphonies pourrait la faire comparer à sa contemporaine Sofia Goubaïdoulina, bien que Oustvolskaïa ne soit pas pratiquante dans les derniers temps et que ses œuvres soient éloignées d'une profession de foi chrétienne. Les textes sont des prières traditionnelles, comme le Notre Père pour la Symphonie no 5. Comme l'écrit Frans Lemaire, « la plupart du temps, les mots se présentent eux-mêmes comme une complainte murmurée ou une insistante supplication, comme opposés à l'indifférence cosmique de la musique. »

## Œuvres
Son catalogue comprend 21 pièces dans son style caractéristique (excluant les commandes officielles de style soviétique).
- Concerto pour piano, orchestre à cordes et timbales (1946)
- Sonate pour violoncelle et piano (1946)
- Sonate pour piano no 1 (1947)
- Le rêve de Stepan Razin (Сон Степана Разина – Son Stepana Razina) Bylina pour basse et orchestre symphonique (Texte du folklore russe, 1949)
- Trio pour clarinette, violon et piano (1949)
- Sonate pour piano no 2 (1949)
- Octuor pour deux hautbois, quatre violons, timbales et piano (1950)
- Sinfonietta (1951)
- Sonate pour piano no 3 (1952)
- Sonate pour violon (1952)
- Douze préludes pour piano (1953)
- Symphonie no 1 pour deux voix de garçon et orchestre (Texte de G. Rodari, 1955)
- Suite pour orchestre (1955)
- Sonate pour piano no 4 (1957)
- Poème symphonique no 1 (1958)
- Poème symphonique no 2 (1959)
- Grand duo pour piano et violoncelle (1959)
- Duo pour piano et violon (1964)
- Composition no 1 Dona nobis pacem, pour piccolo, tuba et piano (1971)
- Composition no 2 Dies irae, pour huit contrebasses, piano et wooden cube (1973)
- Composition no 3 Benedictus, qui venit, pour quatre flûtes, quatre bassons et piano (1975)
- Symphonie no 2 Vrai et éternelle félicité, pour voix et petit orchestre (1979)
- Symphonie no 3 Jésus messie, sauve-nous, pour voix et petit orchestre (1983)
- Symphonie no 4 Prière, pour voix, piano, trompette et tam-tam (1985)
- Sonate pour piano no 5 (1986 - 1987)
- Sonate pour piano no 6 (1988)
- Symphonie no 5 Amen, pour voix, hautbois, trompette, tuba, violon et percussions (1989 – 1990)

## Citations
- « Il est difficile de parler de sa propre musique… ma capacité à composer de la musique malheureusement ne coïncide pas avec celle d'écrire à son propos. Il existe d'ailleurs une opinion communément répandue, qui veut que l'une soit exclusive de l'autre… »
- « Ceux qui aiment réellement ma musique ne devraient pas essayer d'en faire une analyse théorique. »
- « Mes œuvres ne sont pas, il est vrai, religieuses dans le sens liturgique du terme, mais elles sont empreintes d'esprit religieux et pour moi c'est dans une église qu'elles peuvent le mieux être interprétées, sans présentations savantes, sans analyses. Dans la salle de concert, c'est-à-dire dans un environnement profane, la musique résonne différemment[6]… »
- « À propos du Festival de musique de « femmes compositeurs », j'aimerais dire ceci : peut-on réellement faire une différence entre la musique composée par les hommes et celle écrite par les femmes ? Si nous avons maintenant des Festivals de musique de « compositeurs féminins », ne serait-il pas juste d'avoir des Festivals de musique de « compositeurs masculins » ? Je pense que la persistance d'une telle division ne devrait pas être tolérée. Nous devrions simplement jouer une musique sincère et forte. Honnêtement, une interprétation dans un concert de « femmes compositeurs » est une humiliation pour la musique. Je souhaite réellement n'offenser personne par mes propos : ce que je dis vient du plus profond de mon âme[6]… »

### Discographie
- Duo, Grand Duo - Oleg Malov (piano), Alexandre Choustin, violon ; Alexei Vassiliev, violoncelle (1994, Megadisc MCD 7863)[7]
- Trio, Sonate pour violon, Octuor - Oleg Malof, Solistes de St Petersbourg (1995, Megadisc)
- Concerto pour piano, Symphonie no 1 - Oleg Malov, piano ; O. Philharmonique de l'Oural, dir. Dmitri Liss (avril 2000, Megadisc MDC 7856)
- Préludes, Compositions 1 à 3 - Oleg Malof, piano ; Solistes de St Petersbourg (Megadisc)